# 名古屋市電中村線

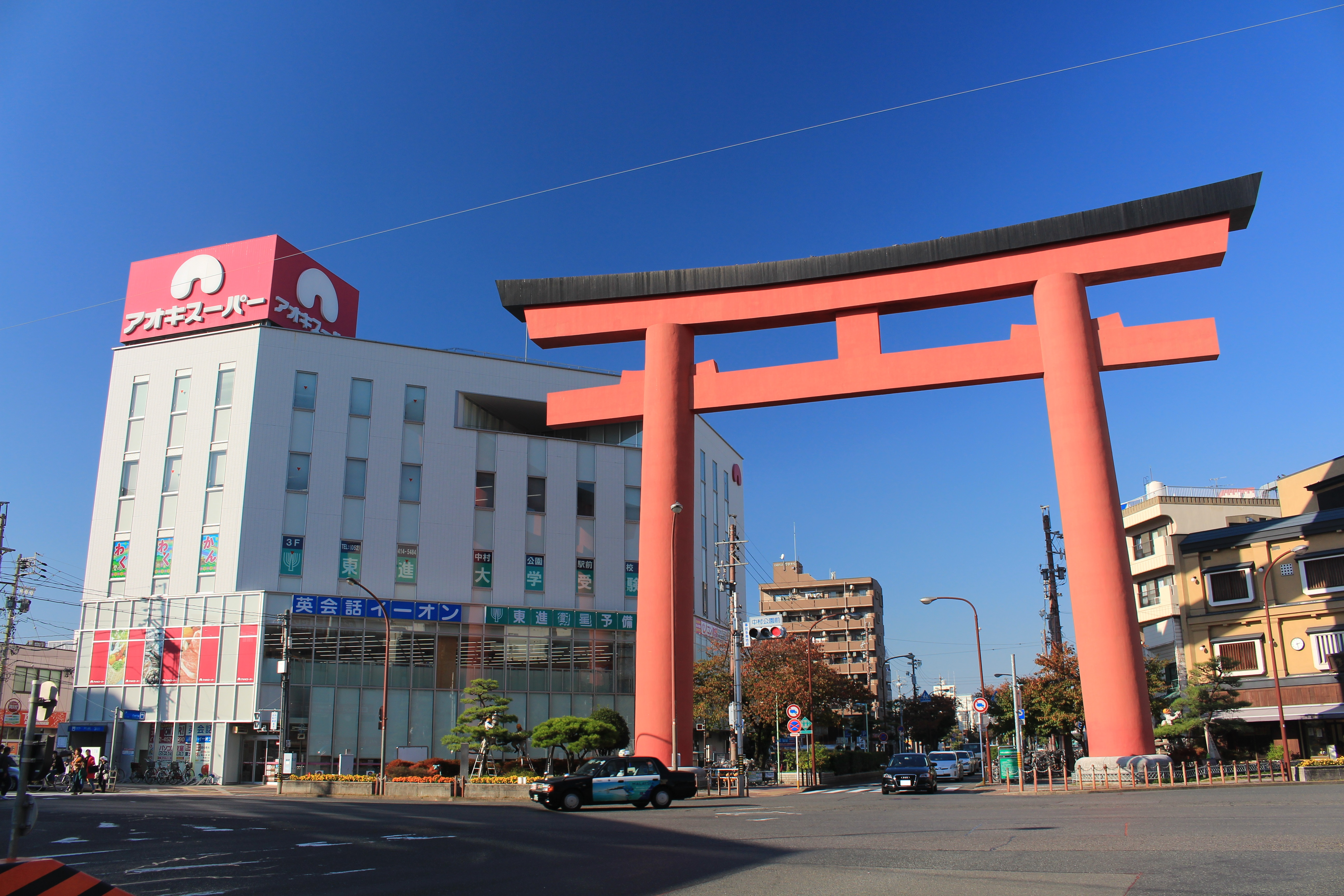
豊国神社参道入口にある大鳥居。手前の道路（太閤通）を東西に中村線が走っていた。

中村線（なかむらせん）は、かつて愛知県名古屋市に存在した、名古屋市電の路線（路面電車）の一つである。同市中村区東部にあった笹島町停留場と、同区西部にあった稲葉地町停留場を結んでいた。
名古屋土地という不動産会社によって1913年（大正2年）に開業した路線が前身。中村電気軌道に譲渡された後、1937年（昭和12年）より名古屋市電気局（1945年交通局に改称）が運営していた。上記区間の全通は1956年（昭和31年）。1972年（昭和47年）3月に廃止された。

## 路線概況
全長は3.907キロメートル（1962年3月末時点）。統計上は全線が複線かつ道路上に敷設された併用軌道であるが、実際には稲葉地町停留場を過ぎた線路終端部分が単線であった。
起点の笹島町停留場は、愛知県道68号名古屋津島線（名駅通・太閤通）と愛知県道60号名古屋長久手線（広小路通）が交差する笹島交差点に位置した。笹島町停留場は3本の市電路線の接続地点であり、名駅通上を南北方向に笹島線が通り、広小路通上を東へ栄町線が伸び、そしてこの中村線が太閤通上を西に向かって伸びていた。中村線は栄町線と線路が繋がっていたが、笹島線との連絡線はなかった。笹島町から西へ向かうとすぐに東海道本線などの高架下をくぐる。
県道68号（太閤通）と南北方向の名古屋市道名古屋環状線が交差する太閤通三丁目交差点には、同名の停留場が置かれていた。交差点地下には名古屋市営地下鉄桜通線の太閤通駅があるが、開業は市電廃止後の1989年（平成元年）である。一方、その西方の中村公園前交差点地下に位置する東山線中村公園駅は1969年（昭和44年）4月の開業であり、地上には中村線中村公園停留場があったことから、地下鉄東山線と市電中村線の連絡が末期の3年間だけではあるが行われていた。
引き続き県道68号を西へ進み、稲葉地本通交差点を越えると終点の稲葉地町停留場があった。停留場南（交差点南西角）には車庫（稲葉地電車運輸事務所）があり、引き込み線が車庫へ続いていた。

## 歴史

### 民営時代
中村線は、名古屋土地株式会社という不動産会社が土地開発のため敷設した路線を前身とする。会社は1911年（明治44年）9月に設立。同社は名古屋駅南方の陸橋「明治橋」より西へ向かい、稲葉地にて北に折れ中村公園正門へ至る道路を1913年（大正2年）春に整備し、沿道で宅地造成を進めた。次いで軌道建設に着手し、1913年10月17日、明治橋停留場から公園前停留場へ至る路線を開業させた。
電車開業により、沿線の牧野・米野・下中・中村といった地域では徐々に民家が増加し市街化が進んだ。また1923年（大正12年）4月、沿線に大須から遊廓が移転、中村遊廓が出現した。電車はその後1926年（大正15年）6月1日付で名古屋土地から中村電気軌道に経営が移される。しかし昭和に入ると、名古屋駅へ直通する他社の路線バスに乗客を奪われ電車の乗客は著しく減少した。中村電気軌道でも自衛のため1929年（昭和4年）1月より名古屋駅前と中村公園を結ぶ兼営バスを開業する。その後、電車の乗客数は兼営バスの6分の1まで縮小した。

### 市営化と延伸
名古屋市の民営交通統合政策により、1936年（昭和11年）5月24日、中村電気軌道の軌道路線は市営化された。これに伴い総延長3.1372キロメートルの名古屋市電「中村線」が成立する。しかし市営化と同時に老朽化のため全線休止となった。再開は翌1937年（昭和12年）3月14日で、このとき、
- 全線複線化[12]
- 名古屋駅高架化完成に伴い高架下を抜けた先の笹島町停留場まで延伸[13]（0.2490キロメートル延長[12]）。延長区間（中区笹島町 - 牧野町間）の軌道敷設特許は1937年1月22日付で取得[14]。
- 大鳥居から中村公園前まで伸びていた末端区間0.5162キロメートルの軌道を撤去し参道化[12]。稲葉地改め中村公園前停留場を終端とする[8]。

という3つの改良が実施されている。再開と同時に中村線と栄町線・覚王山線とを直通する中村公園前 - 覚王山間の系統が新設された。
中村公園前から西、稲葉地町方面には市営バスが先行して設定されており、1952年3月時点では栄町から笹島町・中村公園前経由で稲葉地町へ至る系統が設定されていた。この稲葉地町方面については、太平洋戦争後商店街・住宅地の発展が著しく交通機関の拡充が望まれる状態にあるとして、市では中村線を稲葉地本通2丁目まで1.1キロメートル延伸する計画を立て、1955年（昭和30年）1月19日付で軌道敷設特許を取得した。延伸は2度に分けて実施され、まず1955年（昭和30年）8月10日に中村公園前から鳥居西通停留場までの区間が開業。翌1956年（昭和31年）7月15日稲葉地町停留場までの区間も開業し、笹島町 - 稲葉地町間の全線開通に至った。
稲葉地町延伸と同時に、終点付近に池下電車運輸事務所所属の操車場が開設された。同所は1958年（昭和33年）12月、池下事務所の閉鎖に伴い稲葉地電車運輸事務所へと昇格し、栄町線などを走る基幹系統の運行をつかさどった。

### 廃線
市電中村線では、稲葉地の先、庄内川を越えた海部郡大治町の住民の利用もあったが、1962年（昭和37年）10月に大治町内の西条バス停まで市営バスが延長された。一方、市電は1950年代後半に最盛期を迎えていたが、そこから間もない1961年には市営地下鉄の建設と引き替えに1985年（昭和60年）までにおおむね撤去するという方針が国の都市交通審議会で示された。その上、事業の大幅な赤字化や、より郊外へ伸びる市営バスとの競合、自動車の普及による交通事情の変化など市電を取り巻く環境が変化したことから、市は1965年度（昭和40年度）から段階的な市電の撤去に着手し、1968年（昭和43年）12月には1973年度（昭和48年度）までに市電を全廃すると決定した。
上記審議会の答申に基づき計画決定された地下鉄線には、既設1号線（東山線）を名古屋駅から八田（中川区）まで伸ばす延長線が含まれた。この延長線はまず1969年（昭和44年）4月、名古屋駅から本陣経由で中村公園駅へ至る北半分が開通する。開通により中村公園駅（停留場）が地下鉄と市電の乗り換え場所となるが、市電中村線は3年後、一挙に16.5キロメートルが廃線となった1972年（昭和47年）3月1日付の路線廃止により全廃された。

## 停留場
廃線前の時点で、中村線には以下の8停留場が設置されていた。
| 停留場名                                    | キロ程 (km) | 所在地                           | 位置                      |
| ------------------------------------------- | ----------- | -------------------------------- | ------------------------- |
| 笹島町（ささしまちょう）                    | 0.0         | 中村区広小路西通3丁目・笹島町    | 笹島交差点付近            |
| 笈瀬通（おいせどおり）                      | 0.7         | 中村区太閤通1・2丁目             | 笈瀬通交差点付近          |
| 太閤通三丁目 （たいこうどおりさんちょうめ） | 1.2         | 中村区太閤通3・4丁目             | 太閤通三丁目交差点付近    |
| 大門通（おおもんどおり）                    | 1.9         | 中村区太閤通5・6丁目             | 大門交差点付近            |
| 楠橋（くすのきばし）                        | 2.4         | 中村区太閤通7・8丁目             | 楠橋交差点付近            |
| 中村公園（なかむらこうえん）                | 2.8         | 中村区太閤通9丁目・鳥居西通1丁目 | 中村公園前交差点付近      |
| 鳥居西通（とりいにしどおり）                | 3.3         | 中村区鳥居西通2丁目              | 鳥居西通2丁目交差点の東方 |
| 稲葉地町（いなばじちょう）                  | 3.9         | 中村区稲葉地本通2丁目            | 稲葉地本通交差点の西側    |

### 停留場の変遷
1937年（昭和12年）3月14日の運転再開時における停留場は以下の11か所であった。中村電気軌道時代から改称されたものは括弧内に旧名を記した。なお、観音前のみ再開と同時に新設された。
笹島町 - 笹島警察署前（明治橋） - 笈瀬通（笈瀬川） - 藤ノ棚（藤の棚） - 西米野 - 観音前 - 大門通（大門前） - 幸町通（本社前） - 楠橋 - 上中 - 中村公園前（稲葉地）
これ以降、停留場は以下のように推移していった。
- 1943年（昭和18年）・1944年（昭和19年）ごろ - 笹島警察署前・西米野・観音前・幸町通・上中休廃止。
- 1943年（昭和18年）1月17日 - 藤ノ棚を太閤通三丁目に改称。
- 1955年（昭和30年）8月10日 - 路線延伸に伴い鳥居西通新設。
- 1956年（昭和31年）7月15日 - 路線延伸に伴い稲葉地町新設。
- 1969年（昭和44年）4月1日 - 中村公園前を中村公園に改称。
- 1972年（昭和47年）3月1日 - 廃線に伴い全停留場廃止。

### 接続路線
- 笹島町停留場 - 市電栄町線（1937年 - 1971年）・笹島線（1937年 - 1972年）
- 中村公園停留場 - 地下鉄東山線（中村公園駅、1969年 - 1972年）

## 運転系統

### 1937年時点
1937年（昭和12年）8月時点において中村線で運行されていた運転系統は以下の通り。
- 中村公園前 - 笹島町 - 栄町 - 今池 - 覚王山

### 1952年時点
1952年（昭和27年）3月時点において中村線で運行されていた運転系統は以下の通り。
- 2号系統：中村公園前 - 笹島町 - 栄町 - 今池 - 覚王山

### 1961年以降
1961年（昭和36年）4月時点において中村線で運行されていた運転系統は以下の通り。
- 2号系統：稲葉地町 - 中村公園前 - 笹島町 - 栄町 - 今池 - 覚王山 - 東山公園

上記2号系統は1963年（昭和38年）4月1日の東山公園線廃止に伴い運行区間が稲葉地町 - 覚王山間に短縮された（実際には路線休止のため1961年5月より末端区間休止）。一方で、従来名古屋駅前より循環東線瑞穂通三丁目まで運行されていた62号系統が1963年4月22日より中村線大門通起点に変更され（経路：大門通 - 笹島町 - 栄町 - 今池 - 桜山町 - 瑞穂通三丁目）、中村線を経由する系統は2号系統と62号系統の2つとなった。
路線縮小に伴い1965年（昭和40年）3月1日より2号系統は稲葉地町 - 今池間に短縮される。さらに1967年（昭和42年）2月1日付の栄 - 今池間廃線に伴い62号系統は廃止、2号系統も栄止まりとなった。2号系統は次いで1971年（昭和46年）2月1日より稲葉地町 - 笹島町間すなわち中村線内のみの運行へと縮小され、そのまま翌年の中村線廃線で消滅している。

## 利用動向

### 1959年調査
1959年（昭和34年）6月11日木曜日に実施された市電全線の利用動向調査によると、中村線内8停留場の方向別乗車人員・降車人員ならびに停留場間の通過人員は下表の通りであった。
| 停留場名     | 乗車人員 | 乗車人員 | 乗車人員 | 降車人員 | 降車人員 | 降車人員 | 停留場間通過人員 | 停留場間通過人員 |
| 停留場名     | ▼西行    | ▲東行    | 合計     | ▼西行    | ▲東行    | 合計     | ▼西行            | ▲東行            |
| ------------ | -------- | -------- | -------- | -------- | -------- | -------- | ---------------- | ---------------- |
| 笹島町       | 8,443    | 終点     | (15,741) | 起点     | 6,856    | (18,975) | 20,856           | 20,286           |
| 笈瀬通       | 825      | 1,730    | 2,555    | 2,042    | 686      | 2,728    | 20,856           | 20,286           |
| 笈瀬通       | 825      | 1,730    | 2,555    | 2,042    | 686      | 2,728    | 19,639           | 19,242           |
| 太閤通三丁目 | 489      | 3,922    | 4,411    | 4,070    | 458      | 4,528    | 19,639           | 19,242           |
| 太閤通三丁目 | 489      | 3,922    | 4,411    | 4,070    | 458      | 4,528    | 16,058           | 15,778           |
| 大門通       | 787      | 6,361    | 7,148    | 6,322    | 625      | 6,947    | 16,058           | 15,778           |
| 大門通       | 787      | 6,361    | 7,148    | 6,322    | 625      | 6,947    | 10,523           | 10,042           |
| 楠橋         | 149      | 3,293    | 3,442    | 3,473    | 168      | 3,641    | 10,523           | 10,042           |
| 楠橋         | 149      | 3,293    | 3,442    | 3,473    | 168      | 3,641    | 7,199            | 6,917            |
| 中村公園前   | 176      | 2,618    | 2,794    | 2,881    | 141      | 3,022    | 7,199            | 6,917            |
| 中村公園前   | 176      | 2,618    | 2,794    | 2,881    | 141      | 3,022    | 4,494            | 4,440            |
| 鳥居西通     | 23       | 1,661    | 1,684    | 1,565    | 21       | 1,586    | 4,494            | 4,440            |
| 鳥居西通     | 23       | 1,661    | 1,684    | 1,565    | 21       | 1,586    | 2,952            | 2,800            |
| 稲葉地町     | 終点     | 2,800    | 2,800    | 2,952    | 起点     | 2,952    | 2,952            | 2,800            |

備考
- 笹島町の乗車人員・降車人員合計値は他線区の数値を含む。
- 笹島町をまたいで栄町線（柳橋以遠）と直通する乗客は、西行12,413人・東行13,430人。

### 1966年調査
1966年（昭和41年）11月8日火曜日に実施された市電全線の利用動向調査によると、中村線内8停留場の方向別乗車人員・降車人員ならびに停留場間の通過人員は下表の通りであった。
| 停留場名     | 乗車人員 | 乗車人員 | 乗車人員 | 降車人員 | 降車人員 | 降車人員 | 停留場間通過人員 | 停留場間通過人員 |
| 停留場名     | ▼西行    | ▲東行    | 合計     | ▼西行    | ▲東行    | 合計     | ▼西行            | ▲東行            |
| ------------ | -------- | -------- | -------- | -------- | -------- | -------- | ---------------- | ---------------- |
| 笹島町       | 7,416    | 終点     | (10,237) | 起点     | 6,989    | (11,107) | 15,588           | 16,222           |
| 笈瀬通       | 721      | 1,108    | 1,829    | 1,181    | 721      | 1,902    | 15,588           | 16,222           |
| 笈瀬通       | 721      | 1,108    | 1,829    | 1,181    | 721      | 1,902    | 15,128           | 15,835           |
| 太閤通三丁目 | 598      | 2,848    | 3,446    | 2,652    | 551      | 3,203    | 15,128           | 15,835           |
| 太閤通三丁目 | 598      | 2,848    | 3,446    | 2,652    | 551      | 3,203    | 13,074           | 13,538           |
| 大門通       | 1,085    | 4,560    | 5,645    | 5,016    | 761      | 5,777    | 13,074           | 13,538           |
| 大門通       | 1,085    | 4,560    | 5,645    | 5,016    | 761      | 5,777    | 9,143            | 9,739            |
| 楠橋         | 223      | 2,755    | 2,978    | 2,608    | 199      | 2,807    | 9,143            | 9,739            |
| 楠橋         | 223      | 2,755    | 2,978    | 2,608    | 199      | 2,807    | 6,758            | 7,183            |
| 中村公園前   | 194      | 2,436    | 2,630    | 2,343    | 138      | 2,481    | 6,758            | 7,183            |
| 中村公園前   | 194      | 2,436    | 2,630    | 2,343    | 138      | 2,481    | 4,609            | 4,885            |
| 鳥居西通     | 53       | 2,053    | 2,106    | 1,763    | 14       | 1,777    | 4,609            | 4,885            |
| 鳥居西通     | 53       | 2,053    | 2,106    | 1,763    | 14       | 1,777    | 2,899            | 2,846            |
| 稲葉地町     | 終点     | 2,846    | 2,846    | 2,899    | 起点     | 2,899    | 2,899            | 2,846            |

備考
- 笹島町の乗車人員・降車人員合計値は他線区の数値を含む。
- 笹島町をまたいで栄町線（柳橋以遠）と直通する乗客は、西行8,172人・東行9,233人。